# Арнольд-Лайн (Міссісіпі)
Арнольд-Лайн (англ. Arnold Line) — переписна місцевість (CDP) в США, в окрузі Ламар штату Міссісіпі. Населення — 2333 особи (2020).

## Географія
Арнольд-Лайн розташований за координатами 31°20′14″ пн. ш. 89°22′38″ зх. д. / 31.33722° пн. ш. 89.37722° зх. д. (31.337121, -89.377107).  За даними Бюро перепису населення США в 2010 році переписна місцевість мала площу 4,27 км², уся площа — суходіл.

## Демографія
Згідно з переписом 2010 року, у переписній місцевості мешкало 1719 осіб у 696 домогосподарствах у складі 420 родин. Густота населення становила 403 особи/км².  Було 774 помешкання (181/км²).
Расовий склад населення:
| - 57,4 % — білих - 39,1 % — чорних або афроамериканців - 1,9 % — азіатів - 0,2 % — вихідців з тихоокеанських островів - 0,1 % — корінних американців |

До двох чи більше рас належало 1,1 %. Частка іспаномовних становила 2,0 % від усіх жителів.
За віковим діапазоном населення розподілялося таким чином: 26,4 % — особи молодші 18 років, 62,7 % — особи у віці 18—64 років, 10,9 % — особи у віці 65 років та старші. Медіана віку мешканця становила 30,1 року. На 100 осіб жіночої статі у переписній місцевості припадало 91,4 чоловіків;  на 100 жінок у віці від 18 років та старших — 86,0 чоловіків також старших 18 років.
Середній дохід на одне домашнє господарство  становив 59 336 доларів США (медіана — 51 113), а середній дохід на одну сім'ю — 58 795 доларів (медіана — 51 406). За межею бідності перебувало 19,0 % осіб, у тому числі 19,4 % дітей у віці до 18 років та 9,2 % осіб у віці 65 років та старших.
Цивільне працевлаштоване населення становило 1339 осіб. Основні галузі зайнятості: освіта, охорона здоров'я та соціальна допомога — 41,9 %, виробництво — 18,2 %, фінанси, страхування та нерухомість — 10,3 %, публічна адміністрація — 4,3 %.